# Гіперболічне зачеплення

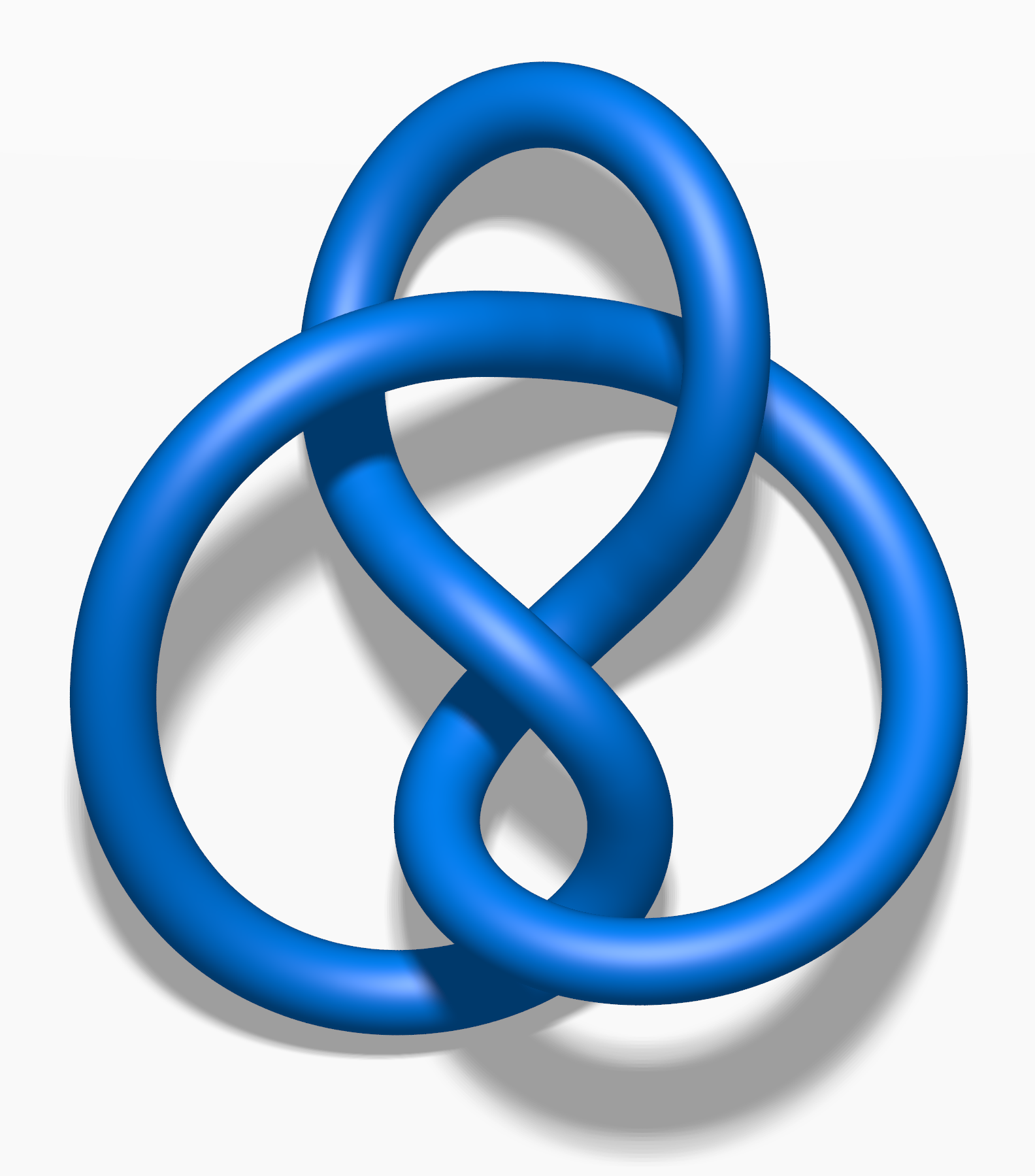
Вузол 4_{1}

Гіперболічне зачеплення — зачеплення в 3-сфері з доповненням, яке має повну ріманову метрику постійної від'ємної кривини, тобто локально ідентичній гіперболічному простору.
Гіперболічний вузол — це гіперболічне зачеплення, що складається з однієї компоненти.
З роботи Вільяма Терстона випливає, що будь-який вузол є або гіперболічним, або торичним, або сателітним. Як наслідок, «більшість» вузлів є гіперболічними. Аналогічне виконується і для гіперболічних зачеплень.
Внаслідок терстонівської теореми про гіперболічну хірургію Дена, здійснюючи хірургії Дена на гіперболічному зачепленні, можна отримати значно більше гіперболічних 3-многовидів.

## Приклади

Кільця Борромео є гіперболічним зачепленням.

- Кільця Борромео є прикладом гіперболічного зачеплення.
- Будь-яке нерозвідне[en] просте альтерноване зачеплення, що не є торичним, згідно з роботами Вільяма Менаско[en], є гіперболічним.
- Вузол 4₁
- Вузол 5₂
- Вузол 6₁
- Вузол 6₂[en]
- Вузол 6₃[en]
- Вузол 7₄
- Вузол 10 161
- Мереживний вузол (−2,3,7)[en]